# SV-98
SV-98 (Snaiperskaya Vintovka Model 1998) là súng bắn tỉa có khóa nòng trượt được thiết kế bởi Vladimir Stronskiy.

## Thiết kế
SV-98 thiết kế dựa trên khẩu súng trường thể thao Record 300 m nòng trơn cũng do Izhmash thiết kế. Theo nhà sản xuất thì SV-98 được thiết kế để tấn công rất nhiều mục tiêu khác nhau trong phạm vi 1000m.
Đặc điểm chính của SV-98 chính là nòng súng được gắn một cách tự do vào thân súng giúp gia tăng độ chính xác cũng như được mạ crôm. Hệ thống khóa nòng của SV-98 có thể trượt và xoay với ba móc khóa cố định viên đạn vào vị trí chính giữa khoang chứa đạn. Nòng súng có 4 rãnh xoắn vê phía tay phải dài 320 mm và bộ phận chống giật hay chống chớp sáng hình lồng chim có thể được gắn vào đầu nòng súng (các loại đạn đặc biệt thì cần các bộ phận chống chớp sáng đặc biệt).
SV-98 có hệ thống điểm ruồi có thể nhắm bắn tối đa trong phạm vi 600m và một thanh răng có thể gắn các ống nhắm của Nga hay của nước ngoài hay một số bộ phận nhìn có hệ thống thanh răng tương tự. Tuy nhiên nhà sản xuất đã ưu tiên cho loại ống nhắm 1P69 3-10x42 có tầm ngắm khoảng 1000m làm tiêu chuẩn của loại súng này.
Báng súng bằng gỗ ép được thiết kế cho thuận cả hai tay co thể điều chỉnh chiều dài và chiều cao cho thích hợp với gò má của xạ thủ. Phần tay cầm đằng trước của súng có gắn chân chống chữ V khi cần có thể bật ra sử dụng ngay và cũng tích hợp khả năng gắn thêm một chân chống chữ I để tạo thành một bệ chống ba chân giúp ổn định súng khi bắn. Một bao móc để giữ tay bám vào tay cầm có thể được gắn thêm để tiện cho xạ thủ có thể xoay khẩu súng theo các hướng khác nhau mà không cần sử dụng nhiều sức giữ khẩu súng khi tác chiến.
Hệ thống điểm hỏa của súng có trọng lượng là 1,0 đến 1,5 kg. Hệ thống khóa an toàn nằm sau bệ khóa nòng và nút khóa an toàn. Nó giữa cố định bộ khóa nòng khiến nó không thể di chuyển.
Hộp đạn bằng nhựa tổng hợp có thể chứa 10 viên. Với độ giật thấp, ít gây tiếng động và không tạo chớp sáng SV-98 được trang bị sử dụng cho chiến thuật bắn áp đảo. Một hệ thống chống ảo giác có thể được gắn vào giữa điểm ruồi và thước ngắm.